# Indiana Pacers 1999-2000
La stagione 1999-2000 degli Indiana Pacers fu la 24ª nella NBA per la franchigia.
Gli Indiana Pacers vinsero la Central Division della Eastern Conference con un record di 56-26. Nei play-off vinsero il primo turno con i Milwaukee Bucks (3-2), la semifinale di conference con i Philadelphia 76ers (4-2), la finale di conference con i New York Knicks (4-2), perdendo poi la finale NBA con i Los Angeles Lakers (4-2).

## Eastern Conference
| Squadra             | V  | P  | %    | GB |
| ------------------- | -- | -- | ---- | -- |
| Indiana Pacers      | 56 | 26 | 68,3 | -  |
| Charlotte Hornets   | 49 | 33 | 59,8 | 7  |
| Toronto Raptors     | 45 | 37 | 54,9 | 11 |
| Detroit Pistons     | 42 | 40 | 51,2 | 14 |
| Milwaukee Bucks     | 42 | 40 | 51,2 | 14 |
| Cleveland Cavaliers | 32 | 50 | .390 | 24 |
| Atlanta Hawks       | 28 | 54 | 34,1 | 28 |
| Chicago Bulls       | 17 | 65 | 20,7 | 39 |

## Roster
| \| Pos. \| Num. \| Naz. \| Nome \| Altezza \| Peso \| Data nascita \| Provenienza \| \| ---- \| ---- \| ---- \| ---------------- \| ------- \| ------ \| ------------ \| ------------------------------------ \| \| A \| 24 \| \| Bender, Jonathan \| 211 cm \| 92 kg \| 30-01-1981 \| Picayune High School (Mississippi) \| \| G \| 4 \| \| Best, Travis \| 180 cm \| 83 kg \| 12-07-1972 \| Georgia Tech \| \| A \| 44 \| \| Croshere, Austin \| 206 cm \| 107 kg \| 01-05-1975 \| Providence \| \| A \| 32 \| \| Davis, Dale \| 211 cm \| 104 kg \| 25-03-1969 \| Clemson \| \| A/C \| 10 \| \| Foster, Jeff \| 211 cm \| 107 kg \| 16-01-1977 \| Texas State \| \| A \| 3 \| \| Harrington, Al \| 206 cm \| 113 kg \| 17-02-1980 \| St. Patrick High School (New Jersey) \| \| G \| 13 \| \| Jackson, Mark \| 185 cm \| 82 kg \| 01-04-1965 \| St. John's \| \| A/C \| 9 \| \| McKey, Derrick \| 206 cm \| 93 kg \| 10-10-1966 \| Alabama \| \| G \| 31 \| \| Miller, Reggie \| 201 cm \| 92 kg \| 24-08-1965 \| UCLA \| \| G/AP \| 17 \| \| Mullin, Chris \| 198 cm \| 91 kg \| 30-07-1963 \| St. John's \| \| A/C \| 14 \| \| Perkins, Sam \| 206 cm \| 107 kg \| 14-06-1961 \| North Carolina \| \| G/AP \| 5 \| \| Rose, Jalen \| 203 cm \| 95 kg \| 30-01-1973 \| Michigan \| \| C \| 45 \| \| Smits, Rik \| 224 cm \| 113 kg \| 23-08-1966 \| Marist \| \| C \| 55 \| \| Tabak, Žan \| 213 cm \| 111 kg \| 15-06-1970 \| KK Split (Croatia) \| | Allenatore - Larry Bird Assistente/i - Rick Carlisle (Vice-allenatore) - Dick Harter (Vice-allenatore) - David Craig (Preparatore atletico) Legenda - (C) Capitano - (FA) Free agent - (S) Sospeso - (TW) Contratto Two-way - (GL) Assegnato a squadra G League affiliata - Infortunato Roster • Transazioni · Ultima transazione: 28 giugno 2000 |                        |                  |         |        |              |                                      |
| Pos. | Num. | Naz.                   | Nome             | Altezza | Peso   | Data nascita | Provenienza                          |
| A | 24 | Stati Uniti (bandiera) | Bender, Jonathan | 211 cm  | 92 kg  | 30-01-1981   | Picayune High School (Mississippi)   |
| G | 4 | Stati Uniti (bandiera) | Best, Travis     | 180 cm  | 83 kg  | 12-07-1972   | Georgia Tech                         |
| A | 44 | Stati Uniti (bandiera) | Croshere, Austin | 206 cm  | 107 kg | 01-05-1975   | Providence                           |
| A | 32 | Stati Uniti (bandiera) | Davis, Dale      | 211 cm  | 104 kg | 25-03-1969   | Clemson                              |
| A/C | 10 | Stati Uniti (bandiera) | Foster, Jeff     | 211 cm  | 107 kg | 16-01-1977   | Texas State                          |
| A | 3 | Stati Uniti (bandiera) | Harrington, Al   | 206 cm  | 113 kg | 17-02-1980   | St. Patrick High School (New Jersey) |
| G | 13 | Stati Uniti (bandiera) | Jackson, Mark    | 185 cm  | 82 kg  | 01-04-1965   | St. John's                           |
| A/C | 9 | Stati Uniti (bandiera) | McKey, Derrick   | 206 cm  | 93 kg  | 10-10-1966   | Alabama                              |
| G | 31 | Stati Uniti (bandiera) | Miller, Reggie   | 201 cm  | 92 kg  | 24-08-1965   | UCLA                                 |
| G/AP | 17 | Stati Uniti (bandiera) | Mullin, Chris    | 198 cm  | 91 kg  | 30-07-1963   | St. John's                           |
| A/C | 14 | Stati Uniti (bandiera) | Perkins, Sam     | 206 cm  | 107 kg | 14-06-1961   | North Carolina                       |
| G/AP | 5 | Stati Uniti (bandiera) | Rose, Jalen      | 203 cm  | 95 kg  | 30-01-1973   | Michigan                             |
| C | 45 | Paesi Bassi (bandiera) | Smits, Rik       | 224 cm  | 113 kg | 23-08-1966   | Marist                               |
| C | 55 | Croazia (bandiera)     | Tabak, Žan       | 213 cm  | 111 kg | 15-06-1970   | KK Split (Croatia)                   |